# Boldoriella
Boldoriella is een geslacht van kevers uit de familie van de loopkevers (Carabidae). De wetenschappelijke naam van het geslacht is voor het eerst geldig gepubliceerd in 1928 door Jeannel.

## Soorten
Het geslacht Boldoriella omvat de volgende soorten:
- Boldoriella binaghii Bucciarelli, 1978
- Boldoriella brembana Binaghi, 1937
- Boldoriella carminatii Dodero, 1917
- Boldoriella chiarae Monguzzi, 1982
- Boldoriella concii Monguzzi, 1982
- Boldoriella focarilei (R. Rossi, 1965)
- Boldoriella gratiae Bucciarelli, 1978
- Boldoriella grignensis Monzini, 1987
- Boldoriella humeralis Dodero, 1924
- Boldoriella knauthi (Ganglbauer, 1904)
- Boldoriella manzoniana Monzini, 1995
- Boldoriella monguzzii Bucciarelli, 1978
- Boldoriella pesarinii Sciaky, 1982
- Boldoriella pozziae B. Bani, 1957
- Boldoriella serianensis Breit, 1913
- Boldoriella tedeschii (Sciaky, 1977)